# Dermacentor andersoni
Dermacentor andersoni (лат.) — вид клещей из рода Dermacentor, представители являются переносчиками пятнистой лихорадки Скалистых гор и ряда других заболеваний. Распространён в Северной Америке (США и Канада).

## Отличительные черты
Личинка имеет три пары ног, а нимфа — четыре. Половой диморфизм в окраске и размере довольно выражен, самки часто крупнее самцов.